# Эль-Искандария
Эль-Искандария (араб. إسكندرية‎), древний город в центральной части Ирака. Назван в честь Александра Македонского, имя которого на арабском языке звучит как «Искандер». Город расположен рядом с рекой Евфрат, в 40 км (25 милях) от Багдада. Город преимущественно населён мусульманами шиитского толка.